# Josep Germà i Homet
Josep Germà i Homet (Castellar del Vallès, 15 d'octubre de 1873 - Sabadell, 17 d'agost de 1936) fou un industrial licorer, mecenes de la cultura i l'esport i alcalde de Sabadell.

## Biografia
Propietari de l'Anís del Taup –empresa creada el 1898 i que va produir més de 20 tipus de licors i aiguardents durant més de 80 anys–, Germà va ser un personatge inquiet i actiu dins la vida sabadellenca. Presidí l'Atlètic de Sabadell, quan jugaven al camp on, anys després, es construí el mercat actual. També presidí el Centre d'Esports, com també l'Aeroclub Sabadell i el del Vallès.
Arran dels Fets del 6 d'octubre de 1934 va ser nomenat alcalde per l'autoritat militar, després de consultar amb la gestora: "En virtut de l'estat de guerra vigent i de les atribucions que m'han estat conferides […] i les condicions especials que en vostè concorren el nomeno Alcalde gestor del municipi..." (signat pel comandant Francesc Llopis). Va ser doncs, batlle de Sabadell des de l'octubre de 1934 fins al febrer de 1936, per força.
Va morir assassinat a la cuneta de la carretera de Castellar a Matadepera el 17 d'agost de 1936, quan tornava de les Arenes.
El 2013 un besnet seu, Ramon Comadrán, va tornar a obrir l'empresa amb el nom de Destil·leria Germà, que el 2015 va guanyar la Medalla d'Or 2015 al Concurs Mundial de Brussel·les per la seva ginebra Dry-Gin Germà Premium.